# 渡辺銕蔵

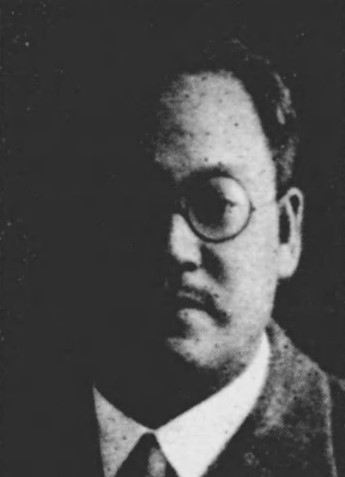
渡辺銕蔵

渡辺 銕蔵（わたなべ てつぞう、明治18年（1885年）10月14日 - 昭和55年（1980年）4月5日）は、大正・昭和期の経済学者、教育者、政治家、実業家。東宝争議時の東宝社長。

## 来歴
大阪市生まれ。9歳から広島県広島市本通電停前の書店・積善館店主の子として育つ。
広島済美小学校（広島偕行社付属済美学校）～広島一中～第一高等学校を経て明治43年（1910年）、東京帝国大学法科大学政治学科を首席で卒業。同年から文部省特派海外留学生として英国・ドイツ・ベルギーに留学。
大正2年（1913年）帰国し東京帝国大学法科大学助教授となる。同年北里柴三郎の長女と結婚。大正5年（1916年）教授、大正6年（1917年）法学博士。大正8年（1919年）経済学部設立に携わり同教授に就任し今日の経営学の一つの源流を形成した。大正6年に起こったロシア革命の影響は直ちに日本に現れた。大正9年（1920年）、同学部の助教授・森戸辰男が機関誌にクロポトキンの論文を掲載（森戸事件）。渡辺はこれを論理も学術的価値もないと批判したが、東大新人会が森戸を擁護し、これをきっかけに学生の赤化思想に拍車がかかった。これは渡辺が後の東宝争議に際し不退転の勇猛心を与える事件となったが、さらに経済学部のマルクス派の助教授の結束が現われ始めたことや、国立大学教授の停年制採用反対に賛同者が無かったこと等で職を辞し、昭和2年（1927年）、強く要請のあった東京商業会議所に転じ書記長に就任した。翌昭和3年（1928年）、商工会議所法により東京商工会議所専務理事。また日本商工会議所設立に伴いその専務理事も兼務し、郷誠之助会頭らの下で実力者として才腕を振るった。昭和8年（1933年）ジュネーヴの国際労働会議に日本使用者側代表として出席。同年より政府・軍部が経済統制に着手すると反対の立場をとったため、昭和9年（1934年）理事辞職を余儀なくされた。
昭和11年（1936年）、衆議院議員総選挙に立憲民政党公認で東京府第1区に立候補し当選。政務調査会副会長を務めるが、翌昭和12年（1937年）の衆議院議員総選挙では落選。
昭和13年（1938年）～昭和17年（1942年）全国無尽集会所（全国相互銀行協会）理事長。他に都市計画中央委員会委員・帝都復興審議会評議員・東京特別都市計画委員会委員、日本米穀会副会頭などのポストに就いた。
同年、「渡辺経済研究所」を開設。世界各国の財政・物価・国防資源などの調査研究を元に論文・著作を多数刊行。日独伊三国同盟反対や対米戦争を批判、昭和19年（1944年）、「戦争はやめるべき」との発言が憲兵に密告され、流言蜚語の罪で投獄された。
戦後新憲法施行後第一回となる昭和22年（1947年）4月25日投票の衆議院総選挙に日本自由党公認で東京都第1区から立候補して次点落選。同年11月17日、強力な労働組織を持つ東宝の取締役から反共の信念を見込まれ同社社長に就任。昭和23年（1948年）4月、経営再建のため、砧撮影所の約半数にあたる600人余りいたといわれる共産党員のうち、組合活動員を主とした社員270人の解雇を断行。しかし労組の強い反発で争議は泥沼化した。同年8月、東京地裁が争議団のこもる砧撮影所占有解除の仮処分を執行した際、GHQに協力を要請し腕ずくで解決。警視庁予備隊1800人に加え米軍の戦車や装甲車、飛行機も出動させ「こなかったのは軍艦だけ」といわれた東宝争議で、組合員を強制排除した。この争議をきっかけに名だたる大スターらとスタッフが新東宝を設立し、有名監督らもこぞって移籍してしまったため、東宝は制作をやめ配給専門の会社にするしかないといわれるほどの未曾有の危機に陥った。昭和24年（1949年）東宝会長に就任。また映画産業振興審議会会長に就任。
昭和25年（1950年）1月16日に東宝取締役会長を辞して自由党公認で参議院選挙に東京地方区から立候補したが落選。その後芦田均らと反共・再軍備・憲法改正に力を注ぎ昭和27年（1952年）「軍備促進連盟」を結成し超党派の国民運動を開始した。昭和28年（1953年）衆議院総選挙に分党派自由党公認で東京都第2区から立候補して落選。
昭和30年（1955年）アジア反共連盟総会自由アジア協会を創設し理事長。昭和31年（1956年）アジア人民反共連盟（APACL）日本代表として韓国・台湾の運動と深い関係を持った。同年、映倫委員長として日活の"太陽族映画"の製作を中止させたりした。その他日本体育専門学校（現日本体育大学）校長、GHQ閉鎖機関審査委員会副会長、国立公園審議会副会長、教育刷新調査会会長、公職資格審査委員会委員などを務めた。
昭和55年（1980年）4月5日死去。享年94。

## 人物・エピソード
昭和26年、マキノ雅弘監督は喜劇時代劇『豪快三人男』を東映で撮ったが、月形龍之介演じる「島根兼四郎（すまんねかんにんしろ）」という人物が、劇中何かあると屁をこくキャラクターだった。これを映画産業振興審議会（正式発足は昭和28年から）会長だった渡辺が「不謹慎である」として咎め、マキノ監督と脚本の小國英雄を呼び出した。
マキノと小國は渡辺に「映画で屁をこくとは客に失礼である!」と叱責されたが、これには二人も大笑い。マキノは「まだこんな頭の固いやつらが私たちの上に立ってとやかく云ってくるのか、画面からくさい臭いが出るはずもないのに! と情けなくなった」と語っている。
長男・文夫は東京海上火災保険社長、日本航空会長を務めた。次男・正雄は電通元常務。

## 主な著書
- 欧州戦争と独逸の食料政策、有斐閣書房、1916年
- 社会問題批判、修文館、1919年
- 商事経営論、修文館、1922年
- 都市計画及住宅政策、修文館、1924年
- 英国の労働組合運動、岩波書店、1924年
- 経済政策要論、清水書店、1924年
- 工場経営論、清水書店、1924年
- 現代社会政治管見、弘文堂書店、1924年
- 日本の力、章華社、1935年
- 自滅の戦ひ、東京修文館、1947年
  - 自滅の戦い、中公文庫、1988年
- 反戦反共四十年、自由アジア社、1956年
- 孤独のたたかい、自由アジア社、1959年
- 天皇のある国の憲法、自由アジア社、1964年
- 激動の日本、自由アジア社、1968年、新版1976年
- 渡辺銕蔵著作集 全3巻（激動の日本／自滅の戦い 前・後編）、自由アジア社、1982年